# 萧琳
萧琳（990年—1032年12月23日），字桂芳。辽朝官员，出自契丹蕭氏，萧仲第二子。
太平三年（1023年）辽圣宗以其弟萧琏为左夷离毕，萧琳为详稳。太平五年（1025年）萧琳授左夷离毕。太平九年（1029年），担任南面诸行宫都部署，尚书左仆射，加上柱国，特封开国侯。太平十年（1030年），尚书左仆射萧琳为临海军节度使，锦、严、来等州观察处置等使，检校太师、右千牛卫上将军、使持节锦州诸军事，加兼御史大夫。萧琳结衔南面诸行宫都部署、崇禄大夫、尚书左仆射、加上柱国、特封开国侯，食邑一千户，食实封一百户。重熙元年十一月十八日（1032年12月23日）在锦州公署之私第去世，享年四十三岁。曾祖父萧允，字守信，金紫崇祿大夫、检校太师兼侍中。祖父萧寿，字永从，金紫崇祿大夫、检校太傅兼侍中。父亲萧仲，字敬和，加尚父令公，谥赠蘭陵郡王。母亲耶律氏，国太夫人。他的兄弟四人，都是耶律氏所生。长兄萧琪，官至大通军节度使，兼侍中，驸马都尉。三弟萧琏，官至武定军节度使，检校太师，驸马都尉，知同州军州事。四弟萧琼，官至平原军节度使，检校太保，知海州军州事。萧琳娶耶律氏，封漆水郡夫人，是耶律霞兹之女。